# Pietro Luigi Carafa

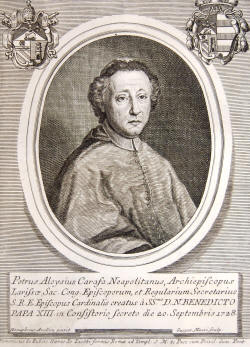
Pietro Luigi Kardinal Carafa

Pietro Luigi Carafa (der Jüngere) (* 4. Juli 1677 in Neapel; † 15. Dezember 1755 in Rom; auch Pierluigi Carafa und Pier Luigi Carafa) war ein italienischer Kardinal. Von 1753 bis zu seinem Tod war er Kardinaldekan.

## Leben
Carafa, aus einem neapolitanischen Adelsgeschlecht stammend, begann seine Laufbahn 1699 an der Apostolischen Signatur. Papst Clemens XI. berief ihn im Juli 1701 zum Vizelegaten in Urbino. Dort übte er faktisch eine Alleinregierung aus. Am 7. September 1703 wurde er Gouverneur von Camerino, von Januar 1705 bis Januar 1708 hatte er das gleiche Amt in Ancona inne. Am 19. Februar 1713 erhielt Carafa schließlich die Priesterweihe.
Schon am 27. März desselben Jahres ernannte ihn Clemens XI. zum Titularerzbischof von Larissa in Thessalia. Die Bischofsweihe spendete ihm am 2. April 1713 Kardinal Francesco Pignatelli, Erzbischof von Neapel. Am 16. April machte ihn Clemens XI. zum Päpstlichen Thronassistenten. Von Juli 1713 bis Mai 1717 war Carafa als Apostolischer Nuntius im Großherzogtum Toskana tätig, anschließend war er bis 1724 Sekretär der Kongregation De Propaganda Fide. In letzterem Amt ging er mit strengem Kurs gegen die Anhänger des Jansenismus vor, zudem musste er sich nach dem päpstlichen Verbot chinesischer Riten mit jesuitischen Missionaren auseinandersetzen, die diese Entscheidung Clemens’ XI. kritisierten. Im September 1722 ernannte ihn Papst Innozenz XIII. zusätzlich zum Konsultor der Römischen Inquisition. Im November 1724 wurde er zum Sekretär der Konsistorialkongregation berufen.
Im Konsistorium vom 20. September 1728 nahm ihn Papst Benedikt XIII. als Kardinalpriester von San Lorenzo in Panisperna in das Kardinalskollegium auf. 1729 wurde Kardinal Carafa Kommendatarabt von Ferrara. Im Jahr 1730 nahm er am Konklave teil, das Clemens XII. zum Papst wählte. Unter ihm war Carafa vom 11. Februar 1737 bis zum 27. Januar 1738 Kämmerer des Heiligen Kardinalskollegiums. Im Dezember 1737 optierte er zudem auf die Titelkirche Santa Prisca. Clemens XII. berief ihn am 26. Januar 1739 zum Kardinalprotektor des Kamaldulenserordens. Am 16. September 1740 wurde er Kardinalbischof von Albano. Ab 1741 wurde ihm von Papst Benedikt XIV. die Beaufsichtigung der Hochschulen von Dillingen an der Donau, Fulda und San Pietro in Montorio anvertraut. Am 15. November 1751 wies ihm Benedikt XIV. das suburbikarische Bistum Porto e Santa Rufina zu und er wurde Kardinalsubdekan. Am 9. April 1753 wurde Kardinal Carafa als Kardinaldekan ranghöchstes Mitglied des Kardinalskollegiums. Er starb im Dezember 1755 und wurde in der römischen Kirche Sant’Andrea delle Fratte beigesetzt.